# Lionel Jack Dumbleton
Lionel Jack Dumbleton (Hampden, 1905 – 25 settembre 1976) è stato un entomologo neozelandese.
Fu membro fondatore della Società Entomologica della Nuova Zelanda.

Una delle sue scoperte più importanti fu un nuovo genere di lepidotteri primitivi, Agathiphaga Dumbleton, 1952, unico taxon rappresentante il sottordine Aglossata Speidel, 1977. Attualmente queste falene vengono considerate il secondo gruppo più primitivo di lepidotteri, dopo gli Zeugloptera.

Nel 1998, un nuovo genere di Hepialidae venne chiamato Dumbletonius in suo onore, e dopo la sua morte, gli venne dedicato un edificio all'Istituto di Orticoltura e Ricerca Alimentare della Nuova Zelanda.